# 신동고등학교
신동고등학교(新洞高等學校)는 경기도 화성시에 있는 공립 고등학교이다.

## 학교 연혁
- 2025년 3월 1일 : 개교